# Ente Sportivo "Francesco Baracca" 1936-1937
Questa voce raccoglie le informazioni riguardanti l'Ente Sportivo "Francesco Baracca" nelle competizioni ufficiali della stagione 1936-1937.

## Rosa
| N. |                   | Ruolo | Calciatore         |
| -- | ----------------- | ----- | ------------------ |
|    | Italia (bandiera) |       | Alcide Dalla Fina  |
|    | Italia (bandiera) |       | Luigi Dalle Vacche |
|    | Italia (bandiera) |       | Giuseppe Dirani    |
|    | Italia (bandiera) |       | Antonio Ferrati    |
|    | Italia (bandiera) |       | Innocenzo Gollini  |
|    | Italia (bandiera) |       | Vincenzo Lega      |
|    | Italia (bandiera) | A     | Gaetano Lupi       |
|    | Italia (bandiera) |       | Alberto Mongardi   |

| N. |                   | Ruolo | Calciatore         |
| -- | ----------------- | ----- | ------------------ |
|    | Italia (bandiera) |       | Claudio Reali      |
|    | Italia (bandiera) |       | Angelo Roversi     |
|    | Italia (bandiera) |       | Guelfo Saguatti    |
|    | Italia (bandiera) | C     | Domenico Spadoni   |
|    | Italia (bandiera) |       | Sergio Spini       |
|    | Italia (bandiera) | C     | Paolo Tabanelli    |
|    | Italia (bandiera) |       | Florenzo Trovabene |